# Кюрюлюр
Кюрюлюр (якут. Күрүлүүр, в переводе на русский — шумящий, бурлящий) — водопады на реке Менда Хангаласского улуса Якутии. Расположены на правобережье Лены в таёжной зоне в 110 километрах по автодороге от Якутска. Единственный водопад в равнинной центральной Якутии. Популярное место отдыха.
Передан в аренду частным лицам, которые провели обустройство прилегающей территории.